# スペクトル (関数解析学)
関数解析学において、有界作用素のスペクトルは、行列における固有値の概念の一般化である。特に、λI − T が可逆でなければ、λ ∈ C を有界線形作用素 T のスペクトルという。ただし I は恒等関数とする。スペクトル及びスペクトルに関連する研究は、スペクトル理論と呼ばれ多くの応用先を持つ。最も良く知られているのが、量子力学の数学的な枠組みについてである。
有限次元ベクトル空間上の作用素のスペクトルは厳密に、固有値の集合となる。しかしながら、無限次元空間上の作用素は、固有値を持たないことがある。例えば、ヒルベルト空間 ℓ2 上では、右シフト作用素
{\displaystyle R\colon (x_{1},x_{2},\dots )\mapsto (0,x_{1},x_{2},\dots )},
は固有値を持たない。
固有値をもつ、つまり Rx = λx を満たすような 0 でない λ が存在するとすると、{\displaystyle x_{1}=0,x_{2}=0,\dots } となる。一方で、R − 0（つまり R 自身）は可逆ではない。つまり、ゼロでない第一成分が含まれていないような任意のベクトルについて R は全射ではないので、λ = 0 はスペクトルの元である。

実際、複素バナッハ空間上の任意の有界線形作用素は、必ず空でないスペクトルを持つ。
有界作用素は、スペクトルの厳密な定義に従えば、バナッハ環の構成要素と考えることもできる。スペクトルの概念は、非有界作用素に拡張することができる。有界でない場合、スペクトルに関して良い性質を得るために、作用素は閉じている必要があることも多い。
スペクトル及びスペクトルに関連する研究は、スペクトル理論と呼ばれる。

## 有界作用素のスペクトル
係数体 K 上のバナッハ空間 X に作用する有界線型作用素 T に対し、X 上の恒等作用素を I として、T のスペクトル σ(T) は、作用素 λI − T の有界線型な逆作用素が存在しないような複素数 λ 全体の成す集合を言う。λI − T は線型作用素ゆえ、その逆作用素もまた存在すれば線型である。また有界逆写像定理により有界性も出る。故にスペクトル σ(T) は、λI − T が全単射でないような複素数 λ の全体に一致する。

### 基本的な性質
有界作用素 T のスペクトル σ(T) は、常にコンパクトであって、かつ空でない。もしスペクトルが空ならば、レゾルベント作用素
{\displaystyle R(\lambda )=(\lambda I-T)^{-1}}
が複素平面上のすべての点で定義され、かつ有界である。しかし、レゾルベント関数 R は領域上で正則であることが示せる。ベクトル値に関するリウヴィルの定理により、この関数は定数であり、かつ無限遠で 0 であるので、すべての点で 0 となる。これは矛盾である。
スペクトルの有界性は、λ に関するノイマン級数展開から導かれる。スペクトル σ(T) は ‖ T ‖ で抑えられる。同様にしてスペクトルの有界性が示せるので、有界作用素のスペクトルはコンパクトである。
スペクトルの上界 ‖ T ‖ は、ある程度狭めることができる。T のスペクトル半径 r(T) とは、原点を中心とし、内部にスペクトル σ(T) を含むような複素平面上の最小な円の半径、すなわち、
{\displaystyle r(T)=\sup\{|\lambda |:\lambda \in \sigma (T)\}}
である。
スペクトル半径公式は、バナッハ環の任意の元 T に対して
{\displaystyle r(T)=\lim _{n\to \infty }\|T^{n}\|^{1/n}}
が成り立つことを述べる。

## 作用素のスペクトルにおける点の分類
有界な作用素 T において、T が下に有界でかつ稠密な値域を持つことと、T が逆作用素を持つ、すなわち有界な逆元を持つこととは同値である。したがって、T のスペクトルは、以下のように分類できる。
1. T - λI が下に有界でない場合。特に T - λI が単射でない、つまり λ が固有値であるとき T - λI は下に有界でない。T の固有値の集合を 点スペクトルといい、 σp(T) と表す。あるいは、 T - λI は単射だが下に有界でない場合もある。このような λ を近似固有値という(固有値も近似固有値に含める)。T の近似固有値の集合(点スペクトルを含む)を近似点スペクトルといい、 σap(T) と表す。
2. T - λI が稠密な値域を持たない場合。そのような場合には、λ は T の圧縮スペクトル σcp(T) に属するという。

近似点スペクトルと圧縮スペクトルは必ずしも排反でないことに注意されたい。
以下に、σ(T) の 3 つの部分について、より詳しく述べる。

### 点スペクトル
もし作用素が単射でない（したがって T(x) = 0 を満たす 0 でない x がある）ならば、逆作用素は存在しない。したがって、もし λ が T の固有値ならば、λ ∈ σ(T) となる。T の固有値の集合は、T の点スペクトルとも呼ばれる。

### 近似点スペクトル
より一般的に言えば、T が下に有界でないならば、すなわち、すべての x ∈ X に関して ||Tx|| ≥ c||x|| が成り立つような c > 0 が存在しないならば、T は逆作用素を持たない。したがって、スペクトルは、T − λI が下に有界でないような近似固有値 λ の集合を含む。すなわち、これは
{\displaystyle \lim _{n\to \infty }\|Tx_{n}-\lambda x_{n}\|=0}
となるような単位ベクトル列 x1, x2, ... を持つ λ の集合である。この近似固有値の集合は、近似点スペクトルと呼ばれる。
T が有界ならば、リースの補題により、固有値は近似点スペクトルに含まれる。
例
{\displaystyle T(\cdots ,a_{-1},{\hat {a}}_{0},a_{1},\cdots )=(\cdots ,{\hat {a}}_{-1},a_{0},a_{1},\cdots )}
で定義される l2(Z) 上の全単射シフト T を考える。ˆ は 0 番目の位置にあることを示す。直接計算により、T は固有値を持たないことが分かるが、|λ| = 1 となるすべての λ は近似固有値である。xn をベクトル
{\displaystyle {\frac {1}{\sqrt {n}}}(\dots ,0,1,\lambda ,\lambda ^{2},\dots ,\lambda ^{n-1},0,\dots )}
とすると、すべての n について ||xn|| = 1 となるが、
{\displaystyle \|Tx_{n}-\lambda ^{-1}x_{n}\|={\sqrt {\frac {2}{n}}}\to 0}
である。
T はユニタリ演算子なので、スペクトルは単位円上に分布する。したがって、T の近似点スペクトルはそのスペクトルの全体となる。これはより一般的な作用素のクラスについても成り立つ。
ユニタリ演算子は正規作用素である。スペクトル定理により、ヒルベルト空間上の有界な作用素は、乗法作用素であって、かつその場合に限り、正規となる。一般に、有界な乗法演算子の近似点スペクトルは、そのスペクトルとなることが示される。
T が有界でない場合、近似点スペクトルの定義は若干異なる。連続性は、もはや任意の固有値が近似固有値であることの証明には使えない。したがって、T の近似点スペクトルは、固有値と近似固有値の和集合として定義される。

### 圧縮スペクトル
作用素は下に有界であってもよいが、逆作用素を持たない。l2(N) 上の前進シフト作用素は、そのようなものの一例である。シフト作用素は等長であるので、1 を下界として下に有界である。しかし、全射でないので逆作用素を持たない。T − λII が稠密な値域を持たないような λ の集合は、T の圧縮スペクトルと呼ばれる。

### スペクトル分解
T - λI が単射だが下に有界でなく、かつ稠密な値域を持つとき、λ は T の連続スペクトル σc(T) に属するという。このとき有界逆定理により T - λI ば全射ではない。
T - λI が単射だが稠密な値域を持たないとき、λ は T の剰余スペクトル σr(T) に属するという。
このとき次の式が成り立つ。
{\displaystyle \sigma _{\mathrm {c} }(T)=\sigma _{\mathrm {ap} }(T)\setminus \sigma _{\mathrm {cp} }(T)=\sigma _{\mathrm {ap} }(T)\setminus (\sigma _{\mathrm {r} }(T)\cup \sigma _{\mathrm {p} }(T))}
{\displaystyle \sigma _{\mathrm {r} }(T)=\sigma _{\mathrm {cp} }(T)\setminus \sigma _{\mathrm {p} }(T)}
これらを用いると、σ(T) は次のように三つの集合の直和で表すことができる。これをスペクトル分解という。
{\displaystyle \sigma (T)=\sigma _{p}(T)\cup \sigma _{c}(T)\cup \sigma _{r}(T)}

## より発展的な成果
T がコンパクト作用素ならば、任意のスペクトルの非零要素 λ は固有値であることが示せる。言い換えると、そのような作用素のスペクトルは固有値の概念の一般化として定義され、通常の固有値と 0 からなる。
X がヒルベルト空間で、かつ T が正規作用素ならば、スペクトル定理は、正規有限次元作用素（例えばエルミート行列など）に関する対角化定理となる。

## 非有界作用素のスペクトル
作用素がもはやバナッハ環 B(X) の要素でないようなバナッハ空間 X 上の非有界作用素についても、スペクトルの定義を拡張することができる。有界な場合と同様に考える。複素数 λ は、作用素
{\displaystyle T-\lambda I\colon D\to X}
が有界な逆作用素を持つなら、すなわち
{\displaystyle S(T-\lambda )=I_{D},\,(T-\lambda )S=I_{X}}
となるような有界な作用素
{\displaystyle S\colon X\rightarrow D}
が存在するなら、レゾルベント集合、すなわち線形作用素
{\displaystyle T\colon D\subset X\to X}
のスペクトルの補集合であるという。
複素数 λ は、この性質が成り立たないなら、スペクトルに含まれる。スペクトルは、有界の場合とまったく同様に分類することができる。
一般に、非有界作用素のスペクトルは空集合を含む複素平面の閉部分集合である。
定義からただちに、有界作用素としての S が逆作用素を持たないことが導かれる。領域 D は X の真部分集合であってもよいので、表現
{\displaystyle \,(T-\lambda )S=I_{X}}
は、Ran(S) が D に含まれる場合にのみ意味を持つ。同様に、
{\displaystyle \,S(T-\lambda )=I_{D}}
は D ⊂ Ran(S) であることを意味する。したがって、λ が T のレゾルベント集合に含まれることは、
{\displaystyle T-\lambda I\colon D\to X}
が全単射であることを意味する。
この逆は、T を有界とする仮定を加えれば成り立つ。閉グラフ定理により、T − λ: D → X が全単射なら、この（代数的）逆写像は必ず有界な作用素となる（X の完備性が閉グラフ定理の適用に必要であることに注意されたい）。したがって、有界な場合と異なり、複素数 λ が T のスペクトルに含まれる条件は、純粋に代数的なものとなる。すなわち、閉じた T に関して、T - λ が全単射でないならば、λ は T のスペクトルに含まれる。